# Laser à fluorure de krypton
Pour les articles homonymes, voir Fluorure de krypton.
Un laser à fluorure de krypton, souvent abrégé en laser KrF, est un type particulier de laser à excimère (qu'on devrait d'ailleurs appeler ici "laser à exciplexe").

## Principe de fonctionnement
Ce type de laser produit un rayonnement électromagnétique cohérent par dissociation d'un complexe excité KrF* de fluor et de krypton formé en absorbant de l'énergie d'une source extérieure :
2 Kr + F2 + énergie → 2 KrF*
KrF* → KrF + hν à 248 nm
2 KrF → 2 Kr + F2
Le complexe KrF* n'est stable qu'à l'état excité (la définition même d'un exciplexe) et se dissocie immédiatement en krypton et fluor dès qu'il est retombé à son état fondamental après émission de photons correspondant à la transition énergétique, à savoir un rayonnement électromagnétique à 248 nm de longueur d'onde, c'est-à-dire dans l'ultraviolet.

## Applications
Le laser à fluorure de krypton a été utilisé dans le cadre des recherches sur la fusion nucléaire pour les expériences de confinement inertiel en raison de sa longueur d'onde assez courte, de l'uniformité de son faisceau et sa capacité à modifier la taille du spot pour s'ajuster à la taille de la matière confinée.
Il est également utilisé en microlithographie laser, sa longueur d'onde plutôt courte lui permettant de dessiner des motifs très petits, mais il sera certainement remplacé à terme par le laser à fluorure d'argon, dont la longueur d'onde n'est que de 193 nm.
Le laser KrF a été également utilisé pour produire des émissions douces de rayons X à partir d'un plasma irradié par de brèves impulsions de ce rayonnement laser (les lasers KrF commerciaux ont des impulsions typiques de 20 à 30 ns).
La longueur d'onde émise par le laser KrF est fortement absorbée par les tissus organiques, notamment les protéines, les acides nucléiques et les lipides, ce qui en fait un outil potentiellement efficace en médecine, notamment en chirurgie.

## Sécurité
La lumière émise par un laser KrF est invisible à l'œil nu, de sorte que des précautions particulières doivent être prises lorsqu'on travaille avec ce type de lasers. Des gants et des lunettes de protection contre les UV permettent de se prémunir contre les effets potentiellement cancérogènes des rayonnements UV.